# Israelisch-portugiesische Beziehungen
Die israelisch-portugiesischen Beziehungen beschreiben das zwischenstaatliche Verhältnis zwischen Israel und Portugal. Seit 1977 unterhalten sie direkte diplomatischen Beziehungen.
Die Beziehungen gelten als gut. Sie werden einerseits geprägt von der jüdischen Gemeinde und der Geschichte des Judentums in Portugal, und andererseits vom bilateralen Handel. Auch die gemeinsame Mitgliedschaft in multilateralen Organisationen wie der OECD oder den verschiedenen UN-Organisationen verbinden die Länder, zudem kooperiert Israel militärisch mit der NATO, deren Gründungsmitglied Portugal ist.
Seit 1993 besteht eine gegenseitige Visumfreiheit für bis zu 90 Tage. Portugiesische Touristen bereisen regelmäßig Israel, teilweise aus religiösen Gründen, um dort die heiligen Stätten wie die mutmaßliche Geburtskirche Jesu in Bethlehem zu sehen. Auch aus Israel reisen Touristen nach Portugal, teilweise um die historischen jüdischen Viertel zu besuchen, etwa in Belmonte.
Im Jahr 2016 waren 135 Staatsbürger Israels in Portugal gemeldet, davon mit 41 die meisten in der Hauptstadt Lissabon. Im Jahr 2014 waren 583 Personen in den Konsulaten Portugals in Israel registriert.

## Geschichte

### Bis zum 19. Jahrhundert

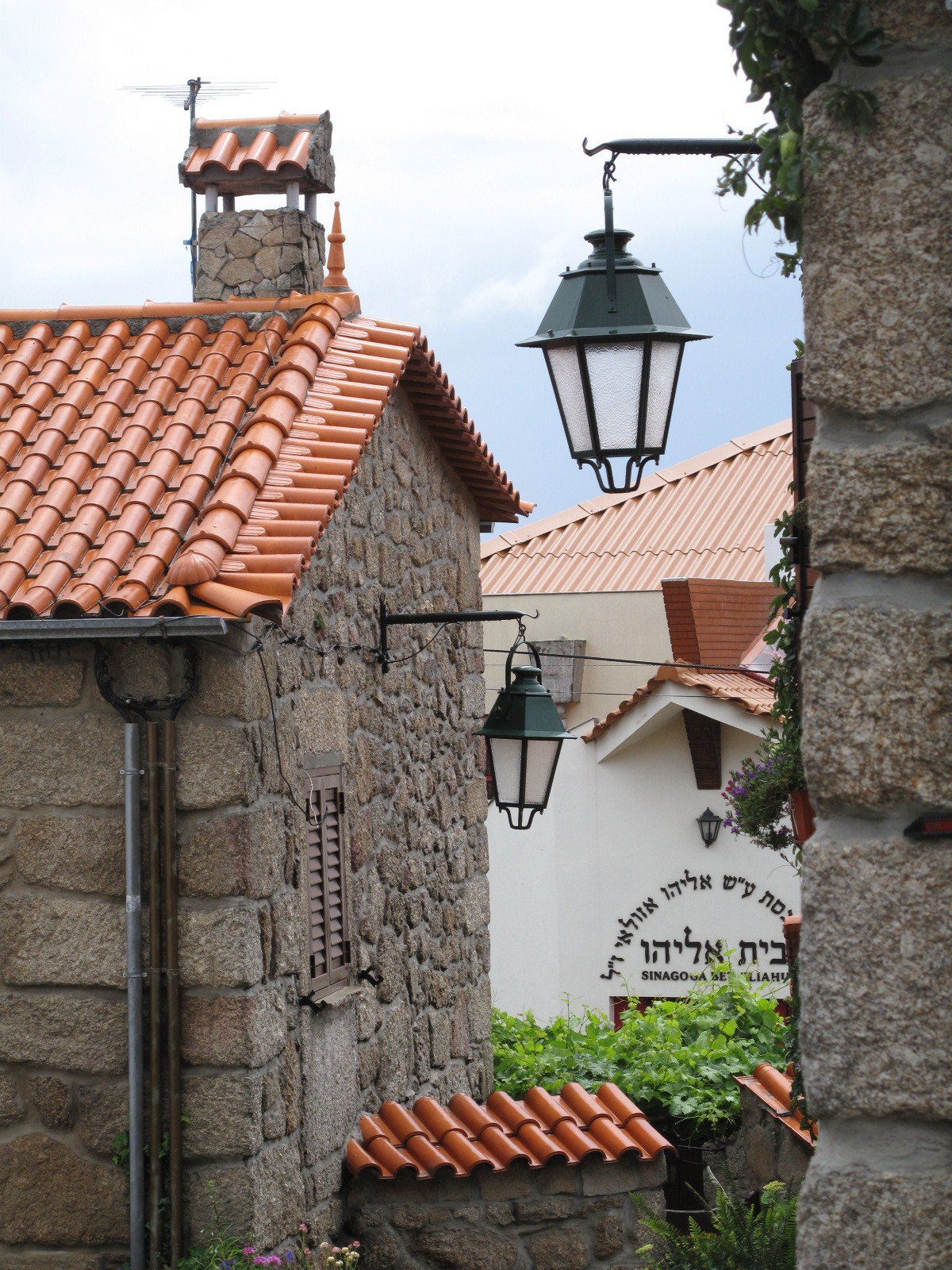
Die auf das Mittelalter zurückgehende Synagoge in Belmonte, Hauptort des Verbunds der jüdischen Gemeinden in Portugal

Beide Länder waren einst Provinzen des Römischen Reichs, das heutige Portugal als Lusitanien ab 206 v. Chr., das heutige Israel ab 63. v. Chr. Auch wurden beide Teil des Arabischen Reichs: Israel ab 636 n. Chr. unter arabischer Herrschaft, Portugal ab 711.
Die Entstehungsgeschichte des heutigen Portugals ist eng mit den Kreuzfahrern verbunden, die die Reconquista und damit die Entstehung des christlichen Königreiches Portugal nach der Vertreibung der Araber mit voran trieben. 
Nach dem Einzug der Inquisition in Portugal und der Spanier wurden Juden im 16. Jahrhundert auch aus Portugal vertrieben oder blieben als zwangsgetaufte „Neuchristen“.
Mit der Wiedererrichtung der Unabhängigkeit Portugals 1640 verbesserte sich die Position der Juden und Neuchristen in Portugal wieder, als einige zunehmend als Finanziers für das Königreich wirkten. Das Königshaus warb nun auch um Investitionen der ausgewanderten portugiesischen Juden vor allem in Amsterdam und in Hamburg. Die Zahl der Juden in Portugal erhöhte sich jedoch nur langsam und nahm erst um 1800 wieder stärker zu.

### Ab dem 20. Jahrhundert
In den 1920er Jahren nahm der heutige Staat Israel erste konkrete Formen an, als der Völkerbund Großbritannien das Mandat über das Gebiet übertrug und die gewünschte jüdische Einwanderung u. a. über die Zionistische Weltorganisation zunahm. Dem nötigen Völkerbundsmandat für Palästina stimmte auch Portugal zu.

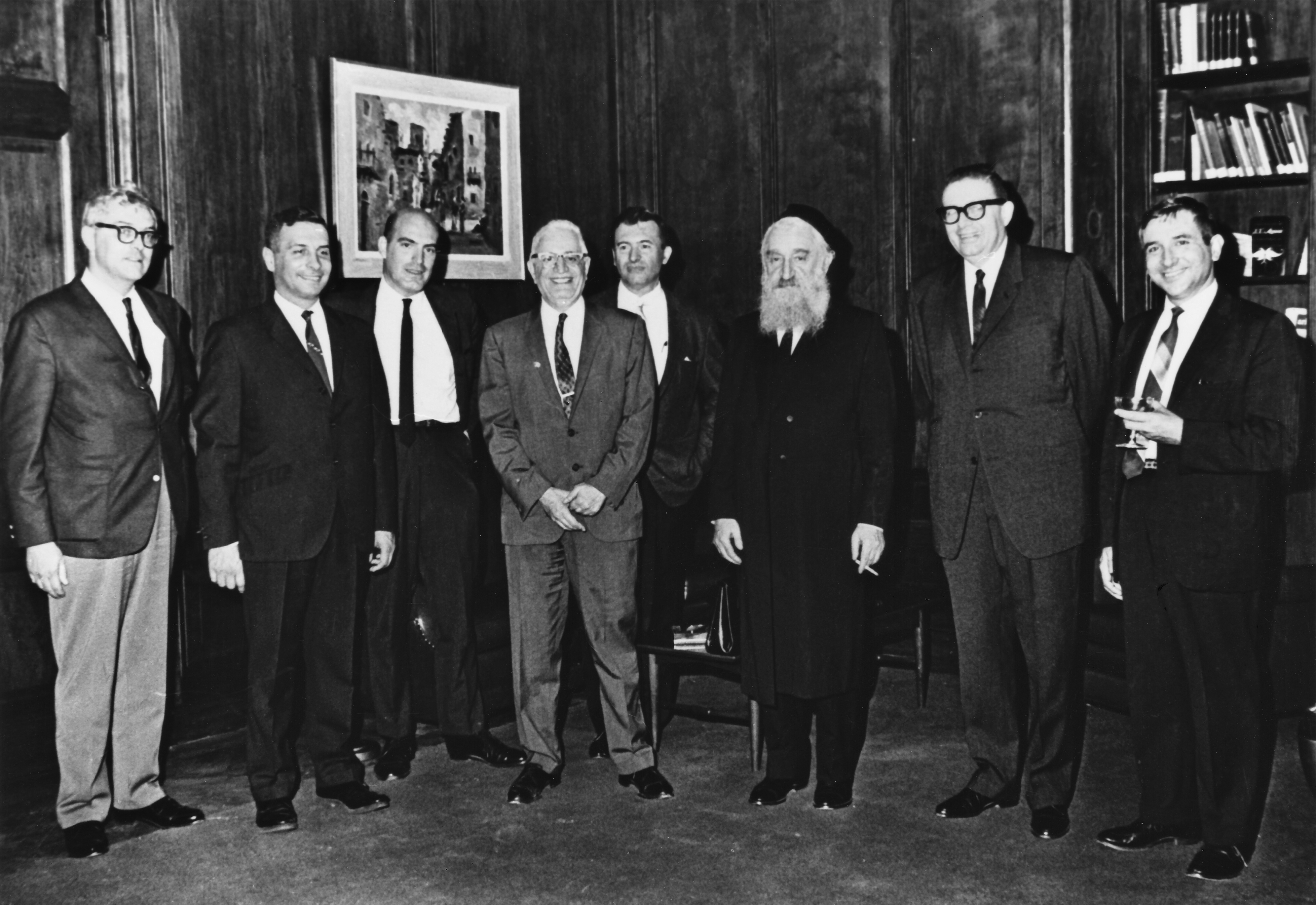
Ehrungszeremonie für Aristides de Sousa Mendes in Yad Vashem, 1967

Nach der Machtergreifung des Nationalsozialismus in Deutschland 1933 erfolgte eine erneute starke Einwanderung, die sog. „fünfte Alija“. Die semi-faschistische Estado Novo-Diktatur in Portugal war zwar Nazideutschland offiziell freundschaftlich verbunden, blieb tatsächlich jedoch meist auf Distanz. Portugal entwickelte insbesondere keine antisemitische Politik und beteiligte sich nicht an der Judenverfolgung, es gab keine Deportation seiner Juden und keine Mitwirkung am Holocaust. So wurde 1938 in Porto mit der Sinagoga Kadoorie die bis heute größte Synagoge der Iberischen Halbinsel eröffnet.
Im Zweiten Weltkrieg (1939–1945) blieb Portugal neutral und wurde ein rettender Hafen für Flüchtende aus dem besetzten Europa, die von hier weiter reisen konnten, auch ins langsam entstehende Israel (Gründung 1948). Einzelne portugiesische Diplomaten machten sich in dieser Zeit zudem um die Flucht jüdischer Menschen verdient, entgegen den Anordnungen der Regierung Salazars, der um strikte Neutralität bemüht war und Nazideutschland nicht verärgern wollte. Zu nennen sind insbesondere Aristides de Sousa Mendes und Carlos Sampaio Garrido. Sousa Mendes war portugiesischer Konsul im französischen Bordeaux und verhalf schätzungsweise 30.000 Menschen, darunter 10.000 Juden zur Flucht, obwohl er damit seine Karriere beendete. Garrido war Portugals Botschafter in Ungarns Hauptstadt Budapest und ermöglichte von dort etwa 1.000 Juden die Flucht. Von den Portugiesen, die Juden vor der Vernichtung bewahrten, wurden später drei in Israel als Gerechte unter den Völkern ausgezeichnet und in der zentralen israelischen Gedenkstätte Yad Vashem verewigt.
Nach der Israelischen Unabhängigkeitserklärung vom 14. Mai 1948 erkannte Portugal den Staat Israel an.
Am 12. Mai 1977 gingen beide Staaten diplomatische Beziehungen ein. Portugals Botschafter in Rom, Rui Eduardo Barbosa de Medina, akkreditierte sich am 5. August 1988 als erster portugiesischer Botschafter in Israel.

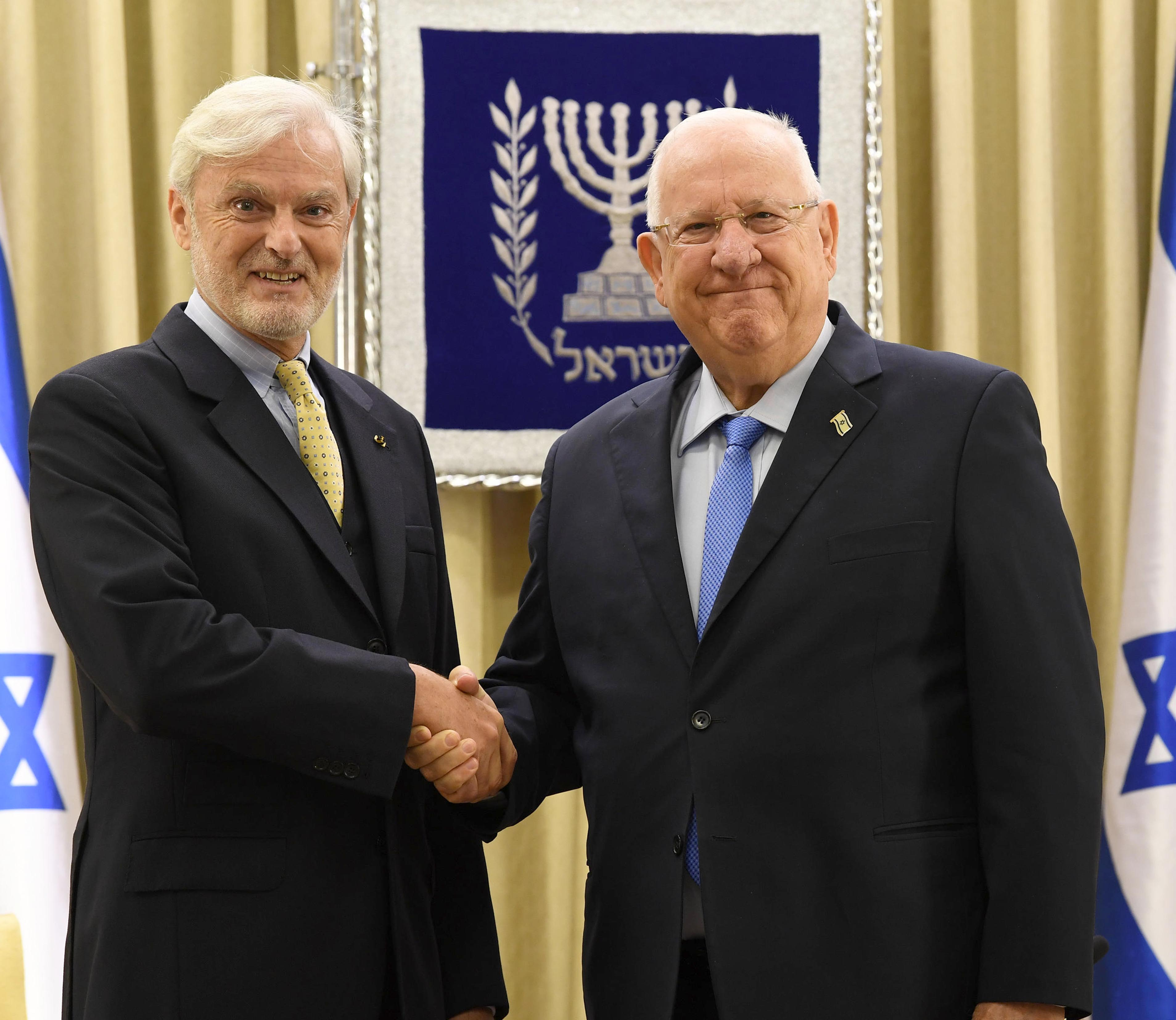
29. November 2017: Israels Präsident Rivlin (rechts) nimmt die Akkreditierung des neuen portugiesischen Botschafters João Bernardo Weinstein (links) entgegen.

Nach der Madrider Konferenz 1991 und dem Gaza-Jericho-Abkommen 1994 intensivierten sich die Beziehungen weiter. 1991 eröffnete Portugal seine Botschaft in Tel Aviv.
Im Oktober 1992 unterzeichneten die Länder ein bilaterales Kulturabkommen und einen Vertrag über wissenschaftlich-technische Zusammenarbeit und die Zusammenarbeit in Wirtschaft und Industrie. Es folgten eine Vielzahl weiterer bilateraler Abkommen, darunter weitergehende Vereinbarungen zur Zusammenarbeit in Industrie, Wirtschaft, Technik und Wissenschaft, ein Doppelbesteuerungsabkommen, Visa- und Passabkommen (Visabefreiung 1993), und eine Reihe Vereinbarungen zum Kulturaustausch.
Mit der Rede de Judiarias gründete sich 2011 ein Verbund von portugiesischen Orten, die historisch bedeutende jüdische Gemeinden beherbergten. Eine einheitliche touristische Vermarktung der Route Rede de Judiarias fördert seither das Interesse an der langen jüdischen Geschichte in Portugal und erhält und verbreitet das Wissen darum in eigenen Museen und Veranstaltungen.
Im Jahr 2012 reiste eine portugiesische Wirtschaftskommission bestehend aus zahlreichen Unternehmern Portugals nach Israel. Zudem besteht seit 2012 im Portugiesischen Parlament eine israelisch-portugiesische Parlamentariergruppe (Grupo Parlamentar de Amizade Portugal-Israel).
Seit dem Gesetz Nr. 30-A/2015, mit Veröffentlichung im portugiesischen Gesetzblatt am 27. Februar 2015 gültig geworden, vergibt Portugal die portugiesische Staatsangehörigkeit an Nachfahren der ab 1497 aus Portugal geflohenen Sepharden. Justizministerin Paula Teixeira da Cruz erklärte dazu, diese Maßnahme sei angesichts des historischen Fehlers nur gerecht, wenn sie auch sehr spät käme. Der historische Schaden sei ohnehin nicht zu reparieren.

## Diplomatie

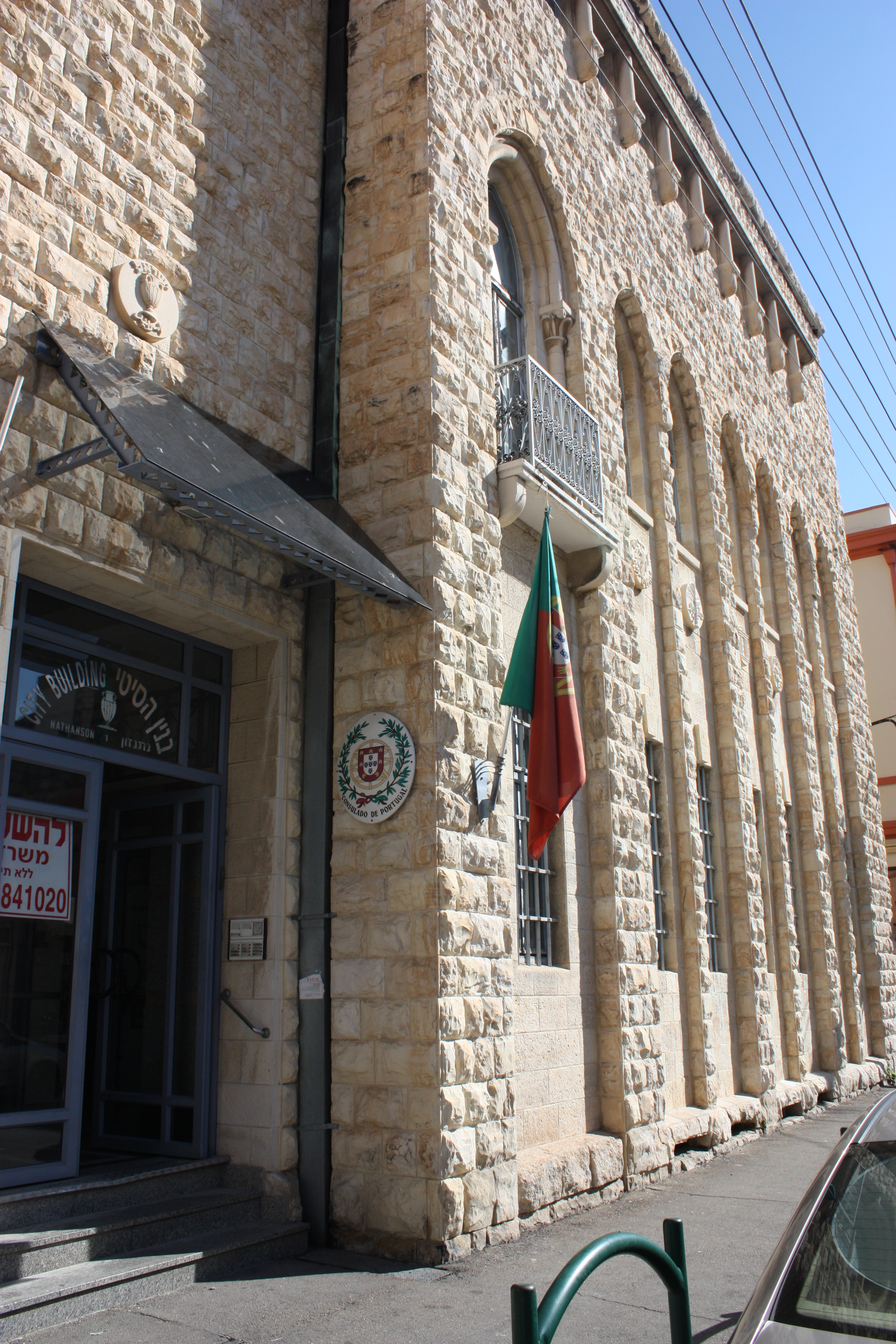
Das portugiesische Konsulat in Haifa

Portugal unterhält eine Botschaft in der israelischen Stadt Tel Aviv. Zudem bestehen zwei portugiesische Honorarkonsulate, eines in Haifa und eines in Tel Aviv.
Israel führt eine Botschaft in Portugals Hauptstadt Lissabon, daneben besteht ein israelisches Konsulat in Porto.

## Städtefreundschaften
1982 gingen das israelische Herzlia und das portugiesische Funchal auf der Insel Madeira die erste israelisch-portugiesische Städtefreundschaft ein. Danach folgten bislang drei weitere (Stand 2017), sämtlich Orte der Rede de Judiarias, der Vereinigung mittelalterlicher portugiesischer Ortschaften mit historischen jüdischen Gemeinden.:

## Kultur

### Institutionen
Das portugiesische Kulturinstitut Instituto Camões ist in Israel vor allem mit einem Lektorat an der Universität Tel Aviv vertreten.
Im Rahmen der Rede de Judiarias-Route wird auch jüdische Kultur und Geschichte in Portugal erhalten. In der Synagoge von Tomar etwa ist ein Jüdisches Museum eingerichtet, das regelmäßige Veranstaltungen bietet. Auch am Hauptsitz der Rede de Judiarias in Belmonte finden Veranstaltungen statt.

### Musik
Die jüdische Klezmer-Musik wird auch in Portugal gespielt, bekannteste Vertreter dürfte die Gruppe Melech Mechaya aus Lissabon und Almada sein, die 2017 ihr fünftes Album veröffentlichten.
Israel gehörte zu den Ländern, in denen die portugiesische Fado-Sängerin Amália Rodrigues besonders erfolgreich war. Nach einem ersten Konzert 1959 in Tel Aviv kehrte sie häufig zu Gastspielen und Gastspielreisen dorthin zurück, u. a. mit einer von der israelischen Kritik gefeierten Tournee 1966 und einer medial begleiteten Tournee 1978, bei der sie auf der Bühne in Tel Aviv mit einer Ehrenmedaille ausgezeichnet wurde.

### Film
Filme beider Länder treten regelmäßig bei Filmfestivals im jeweils anderen Land an. So gewannen 2004 und 2006 gleich zweimal israelische Produktionen das damals bedeutendste portugiesische Filmfestival, das Festróia.
2014 fand die 10. Auflage der Portugal Film Week in Tel Aviv statt, in dem Jahr mit Schwerpunkt auf Filmen, die in Lissabon gedreht wurden. 2023 wurde nach einer Pause in Folge der Covid-19-Pandemie erneut eine Portuguese Film Week in der Kinemathek Tel Aviv Cinematéque ausgerichtet, diesmal mit dem Schwerpunkt auf portugiesischen Filmen mit Bezug zum 2010 verstorbenen Literaturpreisträger José Saramago.

## Wirtschaft

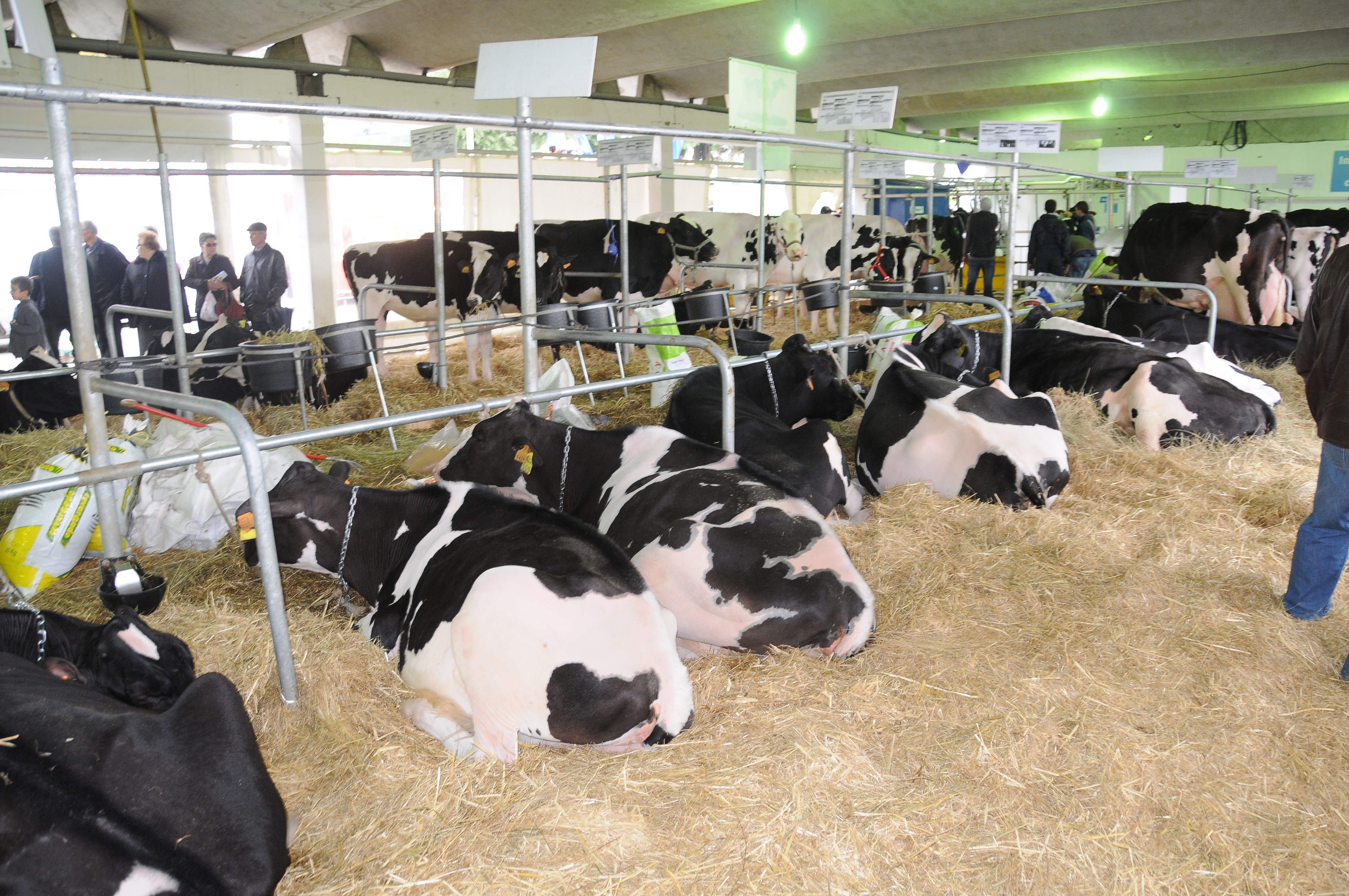
Kühe auf der Landwirtschaftsmesse Agro 2014 in Braga: Rinder sind das wichtigste Exportgut Portugals nach Israel

Die portugiesische Außenhandelskammer AICEP unterhält eine Kontaktstelle an der portugiesischen Botschaft in Tel Aviv.
Im Jahr 2016 exportierte Portugal Waren und Dienstleistungen im Wert von 151,9 Mio. Euro nach Israel (2015: 112,4 Mio.; 2014: 90,6 Mio.; 2013: 99,0 Mio.; 2012: 106,6 Mio.), davon 39,6 % landwirtschaftliche Erzeugnisse, 8,4 % Papier und Zellulose, 8,3 % Erze und Minerale, 7,9 % Maschinen und Geräte, und 7,5 % Holz und Kork.
Im gleichen Zeitraum lieferte Israel Waren und Dienstleistungen im Wert von 101,5 Mio. Euro an Portugal (2015: 115,2 Mio.; 2014: 121,5 Mio.; 2013: 111,4 Mio.; 2012: 112,6 Mio.), davon 50,5 % chemisch-pharmazeutische Produkte, 13,5 % Kunststoffe und Gummi, 9,3 % Optik- und Präzisionsinstrumente, 6,8 % Erze und Minerale, und 5,3 % Maschinen und Geräte.
Damit stand Israel für den portugiesischen Außenhandel an 33. Stelle als Abnehmer und an 48. Stelle als Lieferant, im israelischen Außenhandel rangierte Portugal damit an 41. Stelle als Abnehmer und an 31. Stelle als Lieferant.

## Sport

### Fußball

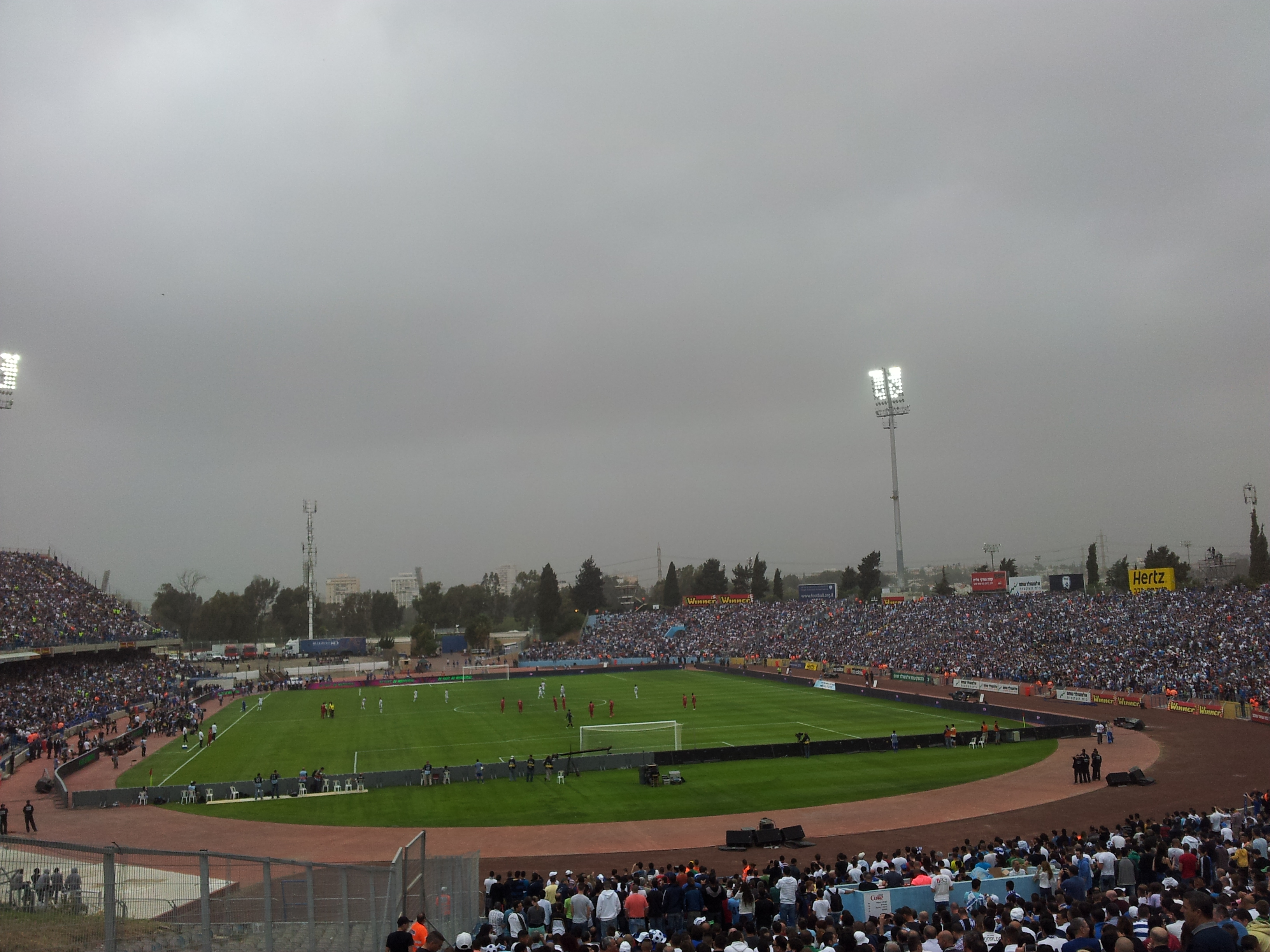
Länderspiel Israel-Portugal am 22. März 2013 im Ramat-Gan-Stadion bei Tel Aviv

Die Israelische Fußballnationalmannschaft und die Portugiesische Nationalelf trafen bisher sechsmal aufeinander. Erstmals spielten sie in der Qualifikation zur WM 1982 gegeneinander, das Spiel in der Gruppe 6 fand am 17. Dezember 1980 in Lissabon statt und ging 3:0 für Portugal aus. Insgesamt gewann Portugal drei Begegnungen, Israel blieb einmal siegreich, zweimal trennte man sich unentschieden (Stand August 2017).
Die Israelische und die portugiesische Nationalmannschaft der Frauen trafen bislang noch nicht zusammen (Stand August 2017). Auch beim Algarve-Cup in Portugal ist das israelische Team bisher noch nicht angetreten (Stand 2017).
Israelische und portugiesische Vereine traten bereits mehrmals aufeinander, etwa Benfica Lissabon und Hapoel Tel Aviv in der Gruppe B der UEFA Champions League 2010/11, die ihr jeweiliges Heimspiel gegeneinander gewannen.
Der israelische Nachwuchs-Nationaltorwart Omer Hanin und der israelische Nationalspieler Neta Lavi besitzen auch die portugiesische Staatsangehörigkeit.

### Andere
Seit den 1990er Jahren wird in Portugal der israelische Kampfsport Krav Maga praktiziert.
Der 2004 gegründete Dachverband Federação Portuguesa de Krav Maga zählt heute 1.500 Mitglieder im ganzen Land und unterhält Ausbildungsprogramme u. a. mit den Portugiesischen Streitkräften und verschiedenen Polizeibehörden im Land (Daten von 2017).
Der israelische Handball-Nationalspieler Yoav Lumbroso stand 2023/2024 beim portugiesischen Klub Benfica Lissabon unter Vertrag.